# Cataglyphis
Cataglyphis là một chi kiến trong phân họ Formicinae. Loài nổi tiếng nhất trong chi này là C. bicolor vì có thể sinh sống trong môi trường sa mạc khắc nghiệt, với nhiệt độ có thể lên đến 50°C.

## Các loài
| - Cataglyphis abyssinicus (Forel, 1904) - Cataglyphis adenensis (Forel, 1904) - Cataglyphis aenescens (Nylander, 1849) - Cataglyphis albicans (Roger, 1859) - Cataglyphis alibabae Pisarski, 1965 - Cataglyphis altisquamis (Andre, 1881) - Cataglyphis argentatus (Radoszkowsky, 1876) - Cataglyphis asiriensis Collingwood, 1985 - Cataglyphis bicolor (Fabricius, 1793) - Cataglyphis bicoloripes Walker, 1871 - Cataglyphis bombycinus (Roger, 1859) - Cataglyphis cana Santschi, 1925 - Cataglyphis cinnamomeus (Karavaiev, 1910) - Cataglyphis constrictus (Mayr, 1868) - Cataglyphis cugiai Menozzi, 1939 - Cataglyphis cursor (Fonscolombe, 1846) - Cataglyphis diehlii (Forel, 1902) - Cataglyphis elegantissimus Arnol'di, 1968 - Cataglyphis emeryi (Karavaiev, 1910) - Cataglyphis emmae (Forel, 1909) - Cataglyphis floricola Tinaut, 1993 - Cataglyphis foreli (Ruzsky, 1903) - Cataglyphis fortis (Forel, 1902) - Cataglyphis frigidus (Andre, 1881) - Cataglyphis gaetulus Santschi, 1929 - Cataglyphis gracilens Santschi, 1929 - Cataglyphis hannae Agosti, 1994 - Cataglyphis hellenicus (Forel, 1886) - Cataglyphis hispanicus (Emery, 1906) - Cataglyphis humeya Tinaut, 1991 - Cataglyphis ibericus (Emery, 1906) - Cataglyphis indicus Pisarski, 1961 | - Cataglyphis isis (Forel, 1913) - Cataglyphis italicus (Emery, 1906) - Cataglyphis karakalensis Arnol'di, 1964 - Cataglyphis kurdistanicus Pisarski, 1965 - Cataglyphis laevior Santschi, 1929 - Cataglyphis lividus (Andre, 1881) - Cataglyphis longipedem (Eichwald, 1841) - Cataglyphis lucasi (Emery, 1898) - Cataglyphis lunaticus Baroni Urbani, 1969 - Cataglyphis machmal Radchenko & Arakelian, 1991 - Cataglyphis mauritanicus (Emery, 1906) - Cataglyphis minimus Collingwood, 1985 - Cataglyphis niger (Andre, 1881) - Cataglyphis nigripes Arnol'di, 1964 - Cataglyphis nodus (Brulle, 1832) — Dalmatia - Cataglyphis otini Santschi, 1929 - Cataglyphis oxianus Arnol'di, 1964 - Cataglyphis pallidus Mayr, 1877 - Cataglyphis piliger Arnol'di, 1964 - Cataglyphis piliscapus (Forel, 1901) - Cataglyphis rosenhaueri Santschi, 1925 - Cataglyphis ruber (Forel, 1903) - Cataglyphis sabulosus Kugler, 1981 - Cataglyphis saharae Santschi, 1929 - Cataglyphis savignyi (Dufour, 1862) - Cataglyphis semitonsus Santschi, 1929 - Cataglyphis setipes (Forel, 1894) - Cataglyphis takyrica Dlussky, 1990 - Cataglyphis theryi Santschi, 1921 - Cataglyphis urens Collingwood, 1985 - Cataglyphis velox Santschi, 1929 - Cataglyphis viaticoides (Andre, 1881) - Cataglyphis viaticus (Fabricius, 1787) |